# Stare Kościeliska (wieś)
Stare Kościeliska – wieś sołecka w Polsce, położona w województwie mazowieckim, w powiecie otwockim, w gminie Osieck.
Wierni Kościoła rzymskokatolickiego należą do parafii św. Bartłomieja Apostoła w Osiecku.
W latach 1975–1998 miejscowość administracyjnie należała do województwa siedleckiego.